# Dominic Monaghan
Pour les articles homonymes, voir Monaghan (homonymie).
Dominic Monaghan, né le 8 décembre 1976 à Berlin-Ouest, en RFA, est un acteur britannico-irlandais.
Il s'est fait connaître avec son rôle de Meriadoc Brandebouc dans la trilogie du Seigneur des anneaux et pour son interprétation de Charlie Pace dans la série télévisée Lost : Les Disparus.

## Biographie
Il naît à Berlin de parents britanniques : son père Austin était professeur de sciences, tandis que sa mère Maureen, était infirmière. Il vit en Allemagne jusqu'à l'âge de 12 ans, avant que lui et sa famille ne déménagent à Manchester en Angleterre.
Son premier grand rôle est celui de Geoffrey Shawcross dans la série Les Enquêtes d'Hetty. En 2001, il apparaît dans Le Seigneur des anneaux dans la peau du hobbit Merry. Cette trilogie est un succès mondial et fait définitivement connaître Monaghan aux yeux du public.
C'est son ami Viggo Mortensen, autre acteur du Seigneur des anneaux, qui l'introduit dans la série télévisée Lost : Les Disparus. Il joue le rôle de Charlie, originaire de Manchester comme Dominic Monaghan dont la famille vient du Lancashire. Charlie est un parolier de chanson, comme Dominic qui avait composé pour Viggo Mortensen les paroles d'un album, Pandemoniumfromamerica.

## Filmographie

### Cinéma
- 1997 : Péril en mer (Hostile Waters) de David Drury : Sasha
- 2001 : Le Seigneur des anneaux : La Communauté de l'anneau : Meriadoc Brandebouc
- 2002 : Le Seigneur des anneaux : Les Deux Tours : Meriadoc Brandebouc
- 2003 : An Insomniac's Nightmare (en) : Jack
- 2003 : Le Seigneur des anneaux : Le Retour du roi : Meriadoc Brandebouc
- 2004 : Spivs (en) : Goat
- 2004 : The Purifiers (en) : Sol
- 2005 : Ringers: Lord of the Fans : narrateur
- 2005 : Shooting Livien : Owen Scott
- 2008 : I Sell the Dead (en) : Arthur Blake
- 2009 : X-Men Origins: Wolverine : Christopher Bradley / Bolt
- 2010 : Soldiers of Fortune de Maksim Korostyshevsky (de) : Sin
- 2011 : The Day de Douglas Aarniokoski : Rick
- 2015 : Molly Moon de  Christopher N. Rowley :  Nockman
- 2016 : Pet de Carles Torrens : Seth
- 2018 : Mute de Duncan Jones : Oswald
- 2019 : Star Wars, épisode IX : L'Ascension de Skywalker de J. J. Abrams : Beaumont Kin
- 2021 : Edge of the World de Michael Haussman :  colonel Arthur Crookshank
- 2021 : Waldo, détective privé de Tim Kirkby : Warren Gomes

### Télévision
- 1996 : Les Enquêtes d'Hetty : Geoffrey Shawcross
- 2004-2010 : Lost : Les Disparus (Lost) : Charlie Pace
- 2007 :  Chuck : Tyler Martin (saison 2, épisode 12)
- 2009 :  Flashforward  : Simon Campos
- 2012 : The Unknown : Mark Nickel, le narrateur (6 épisodes)
- 2015 :  KillJoys : Apparition épisode pilote
- 2015 : 100 code : Tommy Conley (12 épisodes)
- 2022 : Moonhaven : Paul Serno
- 2024 : Angry Birds, l'île mystérieuse (série d'animation) : Hamylton (24 épisodes)

### Clip
- 2010 : Love the Way You Lie : Eminem (featuring Rihanna) aux côtés de Megan Fox.

### Jeux vidéo
- 2003 : Le Seigneur des anneaux : Le Retour du roi, le jeu vidéo : Meriadoc « Merry » Brandybuck (voix originale)
- 2004 : Le Seigneur des anneaux : La Bataille pour la Terre du Milieu : Meriadoc « Merry » Brandybuck (voix originale)
- 2006 : Le Seigneur des anneaux : La Bataille pour la Terre du Milieu II : Meriadoc « Merry » Brandybuck (voix originale)
- 2006 : Le Seigneur des anneaux : La Bataille pour la Terre du Milieu II - L'Avènement du Roi-Sorcier : Meriadoc « Merry » Brandybuck (voix originale)
- 2016 : Quantum Break : William Joyce (Xbox One) (voix originale, personnage du jeu avec modélisation du visage et capture de mouvement - scènes réelles sous forme d'une mini-série intégrée)
- 2021 : Call of Duty: Vanguard : Jannick Richter (voix originale, personnage du jeu avec modélisation du visage et capture de mouvement)

## Distinctions

### Récompenses
- 2001 : Awards Circuit Community Awards de la meilleure distribution pour Le Seigneur des anneaux : La Communauté de l'anneau partagé avec Sean Astin, Sean Bean, Cate Blanchett, Orlando Bloom, Billy Boyd, Ian Holm, Christopher Lee, Ian McKellen, Elijah Wood, Viggo Mortensen, John Rhys-Davies, Liv Tyler, Hugo Weaving et Andy Serkis
- Empire Awards 2002 : Meilleur acteur pour Le Seigneur des anneaux : La Communauté de l'anneau partagé avec Billy Boyd.
- 2002 : Phoenix Film Critics Society Awards de la meilleure distribution pour Le Seigneur des anneaux : La Communauté de l'anneau
- 2003 : Awards Circuit Community Awards de la meilleure distribution pour Le Seigneur des anneaux : Le Retour du roi partagé avec Sean Astin, Sean Bean, Cate Blanchett, Orlando Bloom, Billy Boyd, Bernard Hill, Ian Holm, Ian McKellen, Elijah Wood, Viggo Mortensen, John Noble, Miranda Otto, John Rhys-Davies, Liv Tyler, Karl Urban, Hugo Weaving, David Wenham et Andy Serkis.
- 2003 : MTV Movie Awards de la meilleure équipe à l'écran pour Le Seigneur des anneaux : Les Deux Tours partagé avec Sean Astin.
- 2003 : National Board of Review Awards de la meilleure distribution pour Le Seigneur des anneaux : Le Retour du roi.
- 2003 : Online Film Critics Society Awards de la meilleure distribution pour Le Seigneur des anneaux : Les Deux Tours partagé avec Sean Astin, Sean Bean, Cate Blanchett, Orlando Bloom, Billy Boyd, Bernard Hill, Ian Holm, Ian McKellen, Elijah Wood, Viggo Mortensen, John Noble, Miranda Otto, John Rhys-Davies, Liv Tyler, Karl Urban, Hugo Weaving, David Wenham et Andy Serkis.
- 2003 : Phoenix Film Critics Society Awards de la meilleure distribution pour Le Seigneur des anneaux : Les Deux Tours
- Critics' Choice Movie Awards 2004 : Meilleure distribution pour Le Seigneur des anneaux : Le Retour du roi
- 2004 : Gold Derby Awards de la meilleure distribution pour Le Seigneur des anneaux : Le Retour du roi
- Screen Actors Guild Awards 2004 : Meilleure distribution pour Le Seigneur des anneaux : Le Retour du roi.
- 2005 : Prism Awards de la meilleure performance masculine pour Lost : Les Disparus
- Saturn Awards 2005 : Meilleur acteur dans un second rôle pour Lost : Les Disparus
- 2007 : Festival de télévision de Monte-Carlo du meilleur acteur pour Lost : Les Disparus
- Critics' Choice Television Awards 2013 : Meilleure émission de téléréalité pour Wild Things with Dominic Monaghan
- 2014 : Online Film & Television Association Awards du meilleur programme de téléréalité pour Wild Things with Dominic Monaghan  partagé avec David W. Brady, Philip Clarke et Kate Harrison Karman
- Prix Écrans canadiens 2015 : Meilleur programme de téléréalité pour Wild Things with Dominic Monaghan

### Nominations
- 2002 : Awards Circuit Community Awards de la meilleure distribution pour Le Seigneur des anneaux : Les Deux Tours partagé avec Sean Astin, Cate Blanchett, Orlando Bloom, Billy Boyd, Brad Dourif, Bernard Hill, Christopher Lee, Ian McKellen, Elijah Wood, Viggo Mortensen, Miranda Otto, John Rhys-Davies, Liv Tyler, Hugo Weaving, David Wenham et Andy Serkis
- Screen Actors Guild Awards 2002 : Meilleure distribution pour Le Seigneur des anneaux : La Communauté de l'anneau (partagé avec Sean Astin, Cate Blanchett, Orlando Bloom, Billy Boyd, Brad Dourif, Bernard Hill, Christopher Lee, Ian McKellen, Elijah Wood, Viggo Mortensen, Miranda Otto, John Rhys-Davies, Liv Tyler, Hugo Weaving, David Wenham et Andy Serkis
- 2003 : Gold Derby Awards de la meilleure distribution pour Le Seigneur des anneaux : Les Deux Tours partagé avec Sean Astin, Cate Blanchett, Orlando Bloom, Billy Boyd, Brad Dourif, Bernard Hill, Christopher Lee, Ian McKellen, Elijah Wood, Viggo Mortensen, Miranda Otto, John Rhys-Davies, Liv Tyler, Hugo Weaving, David Wenham et Andy Serkis.
- Screen Actors Guild Awards 2003 : Meilleure distribution pour Le Seigneur des anneaux : Les Deux Tours
- 2004 : Phoenix Film Critics Society Awards de la meilleure distribution pour Le Seigneur des anneaux : Le Retour du roi partagé avec Sean Astin, Cate Blanchett, Orlando Bloom, Billy Boyd, Brad Dourif, Bernard Hill, Christopher Lee, Ian McKellen, Elijah Wood, Viggo Mortensen, Miranda Otto, John Rhys-Davies, Liv Tyler, Hugo Weaving, David Wenham et Andy Serkis
- 2006 : Gold Derby Awards de la meilleure distribution de l'année pour Lost : Les Disparus partagé avec Adewale Akinnuoye-Agbaje, Naveen Andrews, Emilie de Ravin, Michael Emerson, Matthew Fox, Jorge Garcia, Maggie Grace, Josh Holloway, Malcolm David Kelley, Daniel Dae Kim, Yunjin Kim, Evangeline Lilly, Terry O'Quinn, Harold Perrineau, Michelle Rodriguez et Cynthia Watros
- 2007 : Gold Derby Awards de la meilleure distribution de l'année pour Lost : Les Disparus
- 2007 : Monte-Carlo TV Festival du meilleur acteur dans une série télévisée dramatique pour Lost : Les Disparus
- 2010 : People's Choice Awards de l'équipe à l'écran préféré pour X-Men Origins: Wolverine partagé avec Hugh Jackman, Liev Schreiber, Taylor Kitsch, Daniel Henney, Will.i.am et Ryan Reynolds
- 2015 : Online Film & Television Association Awards du meilleur hôte dans un programme pour Wild Things with Dominic Monaghan partagé avec David W. Brady (Producteur exécutif), Philip Clarke (Producteur exécutif), Kate Harrison Karman (Productrice exécutive), Marianne Kushmaniuk (Productrie) et Richard Life (Producteur).
- Primetime Emmy Awards 2014 : Meilleur programme pour Wild Things with Dominic Monaghan
- Prix Écrans canadiens 2015 : Meilleur programme pour Wild Things with Dominic Monaghan
- Sichuan TV Festival 2015 : Nomination au Prix Gold Panda de la meilleure performance pour un acteur pour 100 code
- 2023 : The Ambies de la meilleure série de podcast pour Moriarty: The Devil's Game partagé avec Billy Boyd, Phil LaMarr et Lindsay Whisler

## Voix francophones
En France, Vincent Ropion est la voix régulière de Dominic Monaghan depuis la franchise Le Seigneur des anneaux.
En France
| - Vincent Ropion dans : - Le Seigneur des anneaux : La Communauté de l'anneau - Le Seigneur des anneaux : Les Deux Tours - Le Seigneur des anneaux : Le Retour du roi - Lost : Les Disparus (série télévisée) - Chuck (série télévisée) - X-Men Origins: Wolverine - Flashforward (série télévisée) - Soldiers of Fortune - L'Étrange nature de Dominic Monaghan (documentaire) - 100 code (série télévisée) - Quantum Break (jeu vidéo, mini-série, voix) - Mute - Star Wars, épisode IX : L'Ascension de Skywalker - Call of Duty: Vanguard (jeu vidéo, voix) - Moonhaven (série télévisée) | Et aussi - Alexandre Gillet dans Les Enquêtes d'Hetty (série télévisée) - Adrien Solis dans Molly Moon et le livre magique de l'hypnose (en) - Rémi Caillebot dans Pet - Alessandro Bevilacqua dans Waldo, détective privé - Denis Lefrançois dans Angry Birds, l'île mystérieuse : Les Aventures des oisillons (en) (voix) - Amixem dans Le Seigneur des Anneaux : La Guerre des Rohirrim (voix) |

Au Québec